# Yuniel Dorticos
Yuniel Dorticós est un boxeur cubain professionnel né le 11 mars 1986 à La Havane qui combat dans la catégorie poids lourds-légers.

## Carrière de boxeur amateur
Sa carrière amateur est principalement marquée par deux médailles d'argent remportées au championnat de Cuba en 2005 et 2007 dans la catégorie des poids mi-lourds (il est battu les deux fois en finale par Yusiel Nápoles) et par une médaille de bronze l'année suivante. Dorticós participe à la coupe du monde de boxe amateur 2005. Il remporte deux combats puis perd en demi finale contre Yerdos Dzhanabergenov. Son pays parvient tout de même en finale mais s'incline 7-4 contre la Russie, pays hôte de la compétition, sans qu'il n'y prenne part.

### La coupe du monde
- Coupe du monde de boxe amateur 2005 à Moscou, Russie (poids mi-lourds)
  - Victoire contre E. Kadyrov (Azerbaïdjan) RSC-3
  - Victoire contre Ovidiu Chereches (Roumanie) RSC-2
  - Défaite contre Yerdos Dzhanabergenov (Kazakhstan) RSCI-2

## Carrière de boxeur professionnel
Yuniel Dorticos émigre en Floride et passe professionnel en 2009. Le 20 mai 2016, il s'empare du titre de champion du monde des poids lourds-légers par intérim WBA après sa victoire par arrêt de l'arbitre au 10e round contre Youri Kayembre Kalenga et remporte à cette occasion son 21 succès en autant de combats (dont 20 avant la limite).
Le 23 septembre 2017, il affronte le russe Dmitry Kudryashov à Alamodome, au Texas, et le bat par KO au second round. Il est en revanche à son tour battu par le champion du monde IBF des lourds-légers Murat Gassiev au 12e round le 3 février 2018. Dorticos s'empare toutefois de cette ceinture le 15 juin 2019 après sa victoire par KO au 10e round contre l’américain Andrew Tabiti avant d'en être dépossédé le 26 septembre 2020 au profit de Mairis Briedis.